# آيت تاشفين (إخطاطن آيت تاشفين)
آيت تاشفين هو دُوَّار يقع بجماعة آيت يدين، إقليم الخميسات، جهة الرباط سلا القنيطرة في المملكة المغربية. ينتمي الدوّار لمشيخة إخطاطن آيت تاشفين التي تضم دوارين. يقدر عدد سكانه بـ 860 نسمة حسب الإحصاء الرسمي للسكان والسكنى لسنة 2004.

## وصلات خارجية
- البوابة الوطنية للجماعات الترابية
- المندوبية السامية للتخطيط